# Kopparbergs och Aspeboda tingslag
Kopparbergs och Aspeboda tingslag var ett tingslag i Dalarna i Kopparbergs län. 
Tingslaget bildades 1780 ur Kopparbergs tingslag och upphörde 1889 då verksamheten överfördes till Falu domsagas norra tingslag. 
Tingslaget hörde mellan 1780 och 1858 till Kopparbergslagen och Näsgårds läns domsaga, före 1798 benämnd Kopparbergslagens domsaga, och från 1858 till Falu domsaga.

## Socknar
Tingslaget omfattade följande socknar: 
- Stora Kopparbergs socken
- Aspeboda socken